# Burtina basalis
Burtina basalis är en fjärilsart som beskrevs av W. Warren 1899. Burtina basalis ingår i släktet Burtina och familjen mätare. Inga underarter finns listade i Catalogue of Life.